# Wahl zum Schwedischen Reichstag 1976
- VPK: 17
- S: 152
- C: 86
- FP: 39
- M: 55

Die Wahl zum Schwedischen Reichstag 1976 fand am 19. September 1976 statt.

## Wahlergebnis
| Partei             | Partei                                           | Vorsitzender       | Stimmen   | Stimmen | Stimmen | Sitze  | Sitze |
| Partei             | Partei                                           | Vorsitzender       | Anzahl    | %       | +/−     | Anzahl | +/−   |
| ------------------ | ------------------------------------------------ | ------------------ | --------- | ------- | ------- | ------ | ----- |
|                    | Sozialdemokratische Arbeiterpartei Schwedens (S) | Olof Palme         | 2.324.603 | 42,75   | −0,81   | 152    | −4    |
|                    | Zentrumspartei (C)                               | Thorbjörn Fälldin  | 1.309.669 | 24,08   | −1,02   | 86     | −4    |
|                    | Moderate Sammlungspartei (M)                     | Gösta Bohman       | 847.672   | 15,59   | +1,30   | 55     | +4    |
|                    | Volkspartei (FP)                                 | Per Ahlmark        | 601.556   | 11,06   | +1,64   | 39     | +5    |
|                    | Linkspartei Kommunisten (V)                      | Lars Werner        | 258.432   | 4,75    | −0,58   | 17     | −2    |
|                    | Christliche Demokratische Sammlungsbewegung (KD) | Alf Svensson       | 73.844    | 1,36    | −0,39   | —      | —     |
|                    | Sonstige                                         | Sonstige           | 21.972    | 0,41    | —       | —      | —     |
|                    | Gesamt                                           | Gesamt             | 5.437.748 | 100,00  |         | 349    | −1    |
| Wahlberechtigte    | Wahlberechtigte                                  | Wahlberechtigte    | 5.947.077 |         |         |        |       |
| Wahlbeteiligung    | Wahlbeteiligung                                  | Wahlbeteiligung    | 91,76 %   |         |         |        |       |
| Abgegebene Stimmen | Abgegebene Stimmen                               | Abgegebene Stimmen | 5.457.043 |         |         |        |       |
| Ungültige Stimmen  | Ungültige Stimmen                                | Ungültige Stimmen  | 19.295    |         |         |        |       |
| Quelle:            |                                                  |                    |           |         |         |        |       |